# Malacocarpus
Malacocarpus, monotipski biljni rod iz porodice Nitrariaceae ili Tetradiclidaceae, dio reda sapindolike. Jedina vrsta roda je M. crithmifolius. 

## Opis
Zimzeleni, vrlo rijedak i lijep, patuljasti ili puzavi grm s jako razgranatim stabljikama i duboko režnjevit, tankim, sočnim lišćem. Nakon neuglednih, žućkastozelenih cvjetova uslijede okruglasti, svijetlocrveni plodovi, promjera oko 1 cm. Plodovi su jestivi, slatki i ukusni. Malacocarpus crithmifolius široko je rasprostranjen od Turkmenistana, Uzbekistana i Irana do Afganistana, ali je poznat samo iz malih populacija na šljunkovitim, stjenovitim padinama, često na gipsanim tlima. Najbolje je prilagođena klimama s vrućim, suhim ljetima i oštro hladnim zimama. Iako je vrlo tražen među ljubiteljima voća, nije poznat u uzgoju, osim možda po nekoliko kolekcija.
Rod je raširen po Aziji, od Kazahstana na jug do Irana.

## Sinonimi
- Peganum crithmifolium Retz.